# Euphaedra vansomereni
Euphaedra vansomereni är en fjärilsart som beskrevs av Carpenter 1935. Euphaedra vansomereni ingår i släktet Euphaedra och familjen praktfjärilar. Inga underarter finns listade i Catalogue of Life.